# Julie Roberts
Julie Roberts (ur. 1 lutego 1979) – amerykańska wokalista country. Pochodzi z Lancasteru w stanie Karolina Południowa,

## Dyskografia

### Albumy
| Rok  | Album         | Pozycja    | Pozycja | Status |
| Rok  | Album         | US Country | US      | Status |
| ---- | ------------- | ---------- | ------- | ------ |
| 2004 | Julie Roberts | 9          | 51      | Złota  |
| 2006 | Men & Mascara | 4          | 25      | —      |